# Vishnuonyx
Vishnuonyx è un genere estinto di mustelidi di medie e grandi dimensioni appartenente alla sottofamiglia Lutrinae, vissuto tra il Miocene e il Pliocene.

## Descrizione
Vishnuonyx doveva essere molto simile alle attuali lontre marine (Enhydra lutris).
La dentatura era caratterizzata da numerose specializzazioni. Il quarto premolare superiore (P4) è di forma triangolare, con una lunghezza mesiodistale labiale maggiore rispetto alla parte linguale e molto superiore al diametro trasversale. Presenta un parastilo debole, un paracono alto e appuntito, un metastilo più basso ma allungato, mentre il protocono e l'ipocono sono molto più bassi rispetto al paracono, con il protocono situato in posizione anteriore. Il cingolo interno è poco sviluppato e il primo molare superiore (M1) è piuttosto piccolo, con una piattaforma linguale ridotta mesiodistalmente.
La mandibola ha un ramo profondo e il quarto premolare inferiore (p4) è allungato, con un'espansione distale e un cingolo ampio. Ha una cuspide accessoria distale alto e robusto, più fuso mesialmente con la cuspide principale rispetto a Sivaonyx. Il primo molare inferiore (m1) presenta un talonide più corto del trigonide, circondato da un bordo crenulato, mentre il secondo molare inferiore (m2) ha una forma ovale ed è relativamente più lungo rispetto a Sivaonyx.

## Classificazione
Il genere Vishnuonyx è stato descritto per la prima volta da Pilgrim nel 1932, con Vishnuonyx chinjiensis come specie tipo, basata su fossili rinvenuti nella parte superiore dello stadio Chinji nei Bassi Siwalik in India. I resti includevano una mascella con P4 e la radice di M1, oltre a una emimandibola con un p4 completo e frammenti di m1 e m2. L'età esatta dello strato fossilifero è sconosciuta, ma è stata stimata tra il tardo Miocene medio e il primo Miocene superiore. Altri resti di V. chinjiensis sono stati ritrovati in diversi siti: Ngorora D in Kenya, Ramnagar in India e la  Piattaforma Potwar, in Pakistan.
Nel 2003 Werdelin ha descritto una seconda specie, Vishnuonyx angololensis, basata su un carnassiale superiore ritrovato a Lothagam (Kenya, fine del Miocene superiore). Tuttavia, questa specie è stata successivamente assegnata al genere Torolutra, anche se il suo status generico rimane incerto.
Più recentemente, Grohé et al. (2020) hanno descritto una terza specie, Vishnuonyx maemohensis, scoperta nel Miocene medio-tardo di Mae Moh, in Thailandia.
Nel 2021, una nuova specie di grande lontra del Miocene superiore, Vishnuonyx neptuni, è stata identificata nel sito di Hammerschmiede in Germania: la prima segnalazione del genere in Europa e il suo record più settentrionale e occidentale. Questa specie si distingue dalle altre per le sue dimensioni (intermedie tra Vishnuonyx? angololensis e Vishnuonyx chinjiensis) e per caratteristiche morfologiche specifiche, tra cui un ipocono del P4 più sviluppato, una morfologia primitiva di M1 con paraconulo presente, un protoconulo e un metaconulo ingranditi, un'espansione labiale nell'area del paracono, premolari inferiori più corti e robusti e un trigonide di m1 più ampio.
Si ipotizza che la dispersione del genere in Europa sia avvenuta in correlazione con la connessione idrica tra la Paratetide e il Bacino della Mesopotamia durante il Konkiano, tra 13,4 e 12,65 milioni di anni fa.
Infine, Haile-Selassie (2008) ha pubblicato la scoperta di un corpo mandibolare con un carnassiale inferiore proveniente dal membro Haradaso del Middle Awash (Pliocene inferiore, Etiopia), identificato come Vishnuonyx sp., che rappresenta l'ultima occorrenza nota del genere nel record fossile.

## Paleoecologia
Non è mai stato trovato materiale postcraniale di Vishnuonyx, ma si ipotizza che il genere avesse uno stile di vita semi-acquatico plesiomorfico. Questa deduzione si basa sulle sue adattazioni dentali, che indicano una dieta prevalentemente piscivora. Vishnuonyx neptuni, in particolare, sembra aver avuto una dieta basata principalmente su pesci, con un consumo minore di bivalvi o materiale vegetale, somigliando in questo aspetto alla lontra gigante attuale Pteronura brasiliensis.